# Anthony Dexter
Anthony Dexter, nome d'arte di Walter Reinhold Alfred Fleischmann (Talmage, 19 gennaio 1913 – Greeley, 27 marzo 2001), è stato un attore statunitense noto per aver impersonato Rodolfo Valentino nel primo film omonimo del 1951 sulla vita del celebre divo del cinema muto.

## Biografia
Nativo del Nebraska, studiò al St. Olaf College di Northfield, nel Minnesota e più tardi conseguì la laurea all'Università dell'Iowa. Durante la seconda guerra mondiale servì nell'esercito statunitense in Inghilterra, giungendo al grado di sergente. Dopo la guerra cominciò a recitare sui palcoscenici a Broadway nei testi The Three Sisters, Ah, Wilderness e The Barretts of Wimpole Street.
Durante la preparazione di una biografia cinematografica di Rodolfo Valentino, il produttore Edward Small scelse Dexter come protagonista tra oltre 75.000 candidati e 400 provini. La sua somiglianza con Valentino portò Dexter a sottoscrivere un contratto con la Columbia Pictures ma, nonostante le successive impersonificazioni dell'esploratore John Smith, William Kidd, Billy the Kid e Cristoforo Colombo, non ebbe altri ruoli di maggiore sostanza. Quando ruppe il suo contratto con Edward Small perché il produttore voleva utilizzarlo esclusivamente in ruoli sulla falsariga di Rodolfo Valentino, Dexter scoprì presto che altri produttori desideravano che facesse lo stesso, con meno soldi. Decise di abbandonare la carriera cinematografica nel 1967.
Apparve inoltre in qualche serie televisiva (in una, Bat Masterson, ebbe il ruolo da co-protagonista in un episodio) e in un episodio pilota di una serie non realizzata, The Fox (1958), ambientata nel medioevo, in cui doveva impersonare un antieroe sullo stile di Robin Hood. Dopo la fine della carriera Dexter, con il nome di Walter Craig, tra il 1968 e il 1978 insegnò inglese, oratoria e recitazione nelle scuole superiori alla Eagle Rock High School nell'area di Los Angeles. Dopo il ritiro dall'insegnamento, si trasferì a Greeley, in Colorado, dove visse fino alla sua morte, avvenuta a 88 anni il 27 marzo 2001.

## Vita privata
Aveva due figlie, Kimberly e Claudia.

## Filmografia

### Cinema
- La via della morte (Side Street), regia di Anthony Mann (1950)
- Rodolfo Valentino (Valentino), regia di Lewis Allen (1951)
- Salvate il re (The Brigand), regia di Phil Karlson (1952)
- I conquistatori della Virginia (Captain John Smith and Pocahontas), regia di Lew Landers (1953)
- Il tesoro di Capitan Kidd (Captain Kidd and the Slave Girl), regia di Lew Landers (1954)
- Il pirata nero (The Black Pirates), regia di Allen H. Miner (1954)
- Fire Maidens from Outer Space, regia di Cy Roth (1956)
- Colui che rise per ultimo (He Laughed Last), regia di Blake Edwards (1956)
- Bill il bandito (The Parson and the Outlaw), regia di Oliver Drake (1957)
- L'inferno ci accusa (The Story of Mankind), regia di Irwin Allen (1957)
- 12 to the Moon, regia di David Bradley (1960)
- Three Blondes in His Life, regia di Leon Chooluck (1961)
- Il pianeta fantasma (The Phantom Planet), regia di William Marshall (1961)
- Married Too Young, regia di George Moskow (1962)
- Saturday Night in Apple Valley, regia di John Myhers (1965)
- Millie (Thoroughly Modern Millie), regia di George Roy Hill (1967)

### Televisione
- Adventures of the Falcon – serie TV, un episodio (1954)
- Climax! – serie TV, episodio 3x02 (1956)
- Chevron Hall of Stars – serie TV, un episodio (1956)
- The Gale Storm Show: Oh! Susanna – serie TV, un episodio (1957)
- The Gay Cavalier – serie TV, un episodio (1957)
- 26 man – serie TV, un episodio (1958)
- Gli uomini della prateria (Rawhide) - serie TV, episodio 2x16 (1960)
- Bat Masterson – serie TV, un episodio (1960)
- Ai confini dell'Arizona (The High Chaparral) - serie TV, episodio 1x10 (1967)

## Doppiatori italiani
Nelle versioni italiane dei suoi film, Anthony Dexter è stato doppiato da:
- Giulio Panicali in Rodolfo Valentino, Salvate il re
- Emilio Cigoli in I conquistatori della Virginia
- Pino Locchi in Il tesoro di Capitan Kidd
- Giuseppe Rinaldi in Millie